# In Blood We Trust
In Blood We Trust je první album české deathmetalové kapely Hypnos.

## Seznam skladeb
1. Incantation – 0:31
2. Burn The Angels Down – 3:56
3. Fatal Shine Of The Sky – 3:56
4. Infernational – 2:31
5. Lovesong – 5:56
6. Open The Gates Of Hell – 1:22
7. Sacrilegious – 4:33
8. Across The Battlefields – 3:54
9. Breeding The Scum – 4:03
10. In Blood We Trust – 2:41
11. After The Carnage – 0:53

## Sestava
- Bruno – baskytara, zpěv
- Pegas – bicí
- Hire – kytara (host)
- Mika Vitun Luttinen – zpěv na 2, 4, 6 (host)
- Tomáš Kmeť – klávesy (host)

## Reedice & Licence
- 2000 – Morbid Records (D) – promo CD
- 2000 – M.A.B. Records (CZ) – MC
- 2001 – Soundholic (J) – CD
- 2002 – Mad Lion Records (PL) – MC
- 2002 – CD-Maximum (RUS) – CD
- 2002 – Dark Angel Records (T) – MC
- 2011 – Mad Lion Records (PL) – CD
- 2011 – Mad Lion Records (PL) – double CD "In Blood We Trust + Hypnos / The Revenge Ride + Bonus Live Tracks"
- 2011 – Monster Nation (CZ) – LP